# Isshikia hainanensis
Isshikia hainanensis är en tvåvingeart som beskrevs av Wang 1992. Isshikia hainanensis ingår i släktet Isshikia och familjen bromsar.
Artens utbredningsområde är Guangdong (Kina). Inga underarter finns listade i Catalogue of Life.